# 존 더 리퍼
존 더 리퍼(John the Ripper)는 자유 패스워드 크래킹 소프트웨어 도구이다. 처음에는 유닉스 운영 체제용으로 개발되었으며 아키텍처에 특화된 유닉스, 도스, Win32, BeOS, OpenVMS 등 각기 다른 플랫폼에서 구동이 가능하다. 가장 흔히 사용되는 패스워드 테스트 및 크래킹 프로그램들 중 하나이다.

## 샘플 출력
```
$ 
cat
 
pass.txt

user:AZl.zWwxIh15Q

$ 
john
 
-w:password.lst
 
pass.txt

Loaded 1 password hash (Traditional DES [24/32 4K])

example         (user)

guesses: 1  time: 0:00:00:00 100%  c/s: 752  trying: 12345 - pookie

```

## 같이 보기
- 무차별 대입 공격